# GAG The Impotent Mystery
GAG: The Impotent Mystery (em algumas publicações era creditado apenas como GAG) é um jogo eletrônico de computador no gênero apontar e clicar, sendo uma paródia erótica ao jogo Leisure Suit Larry, criado por Auric Vision e ZES't Corporation em 1997.
No jogo, o jogador assume o papel de Gary Tusker, um agente do serviço secreto russo especializado em prevenir a perversão sexual e religiosa. GAG: The Impotent Mystery é um jogo de aventura em primeira pessoa, apontar e clicar e baseado em inventário. Muitas vezes é considerado o primeiro jogo russo no gênero de missões. A Absolute Games avaliou a sequência como "excepcionalmente engraçada", "interessante" e intelectual.

## Sequência
Em 2002, através dos esforços de outra empresa, a SGSoft, foi lançada a segunda parte, intitulada "GAG 2: Back in the Future". Seu personagem principal, Garik Mamontov, é um análogo russo de Tasker, agindo sob o disfarce de jornalista. Além disso, seu rosto não está visível. O papel do pinguim conselheiro é desempenhado pelo obsessivo papagaio arara, que Garik salva no início do jogo. A trama é a tarefa de Mamontov de investigar uma certa fábrica "Gigante Vermelha", onde, segundo as autoridades, ocorrem todo tipo de anomalias. O herói terá que enfrentar o misterioso Doutor Mitza, e ao mesmo tempo viajar no tempo para o passado e o futuro com a ajuda dos pós da Tia Aza. Também em GAG 2 não há censura ao erotismo e há um número bastante grande de cenas eróticas, e um dos itens são os óculos mágicos que permitem ver todas as garotas do jogo nuas.